# Bila Vlaka
Bila Vlaka – wieś w Chorwacji, w żupanii zadarskiej, w gminie Stankovci. W 2011 roku liczyła 164 mieszkańców.